# The Wreckers (opera)

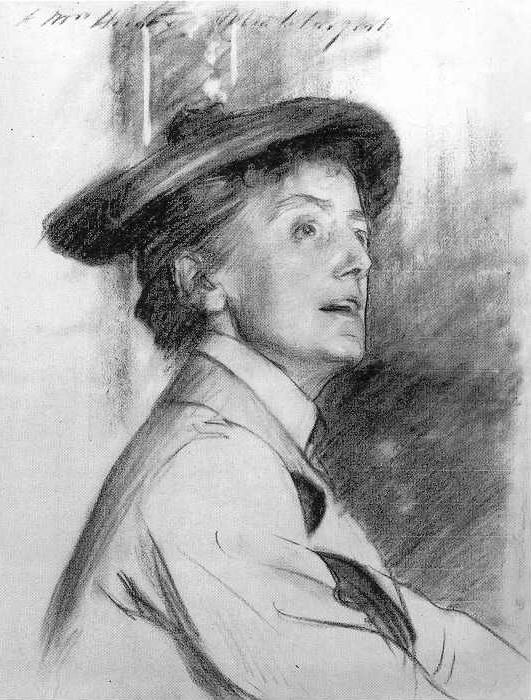
Ethel Smyth, målning av John Singer Sargent 1901.

The Wreckers är en opera i tre akter med musik av Ethel Smyth till ett franskt libretto av Henry Brewster. Smyth försökte förgäves få operan uppförd i Frankrike och det första framförandet skedde i en tysk översättning av John Bernhoff (Strandrecht) på Neues Theater i Leipzig den 11 november 1906. Hon fortsatte att försöka få operan uppförd men det var inte förrän dirigenten Thomas Beecham tog sig an det som en komplett scenföreställning ägde rum i England 1909 med stöd från hennes vän Mary Dodge.
Stephen Banfield beskriver operan i New Grove Dictionary: "Dess största styrka ligger i den dramatiska uppbyggnaden, som pekar framåt mot (Brittens) Peter Grimes, i detaljer såsom gudstjänsten i akt I."
Författaren Amanda Holden pekar på att musikaliskt sett är Smyth "ingen wagnerian, hon använder sig inte av hans motivteknik, medan uppbyggnaden, orkestreringen och till och med delar av musikens dramatisk tyngd visar kunskap om Richard Strauss verk;... men den faller alltför ofta tillbaka till operamässiga konventioner."

## Historik
På 1800-talet var det vanligt med berättelser från Cornwall där invånarna lurade segelskepp att gå på grund. Vrakplundring (Wrecking) ansågs som legitim inkomst för de svårigheter befolkningen fick utstå i de isolerade och karga delarna av landet.
Det är därför inte konstigt att Smyth valde detta dramatiska (och romantiska) ämne som handling till sin tredje opera. Idén fick hon efter en vandringstur i Cornwall 1886 och under flera år besökte Smyth platser där vrakplundrare lär ha bott och hon intervjuade alla som hade bevis eller minnen av vrakplundrare och vrakplundring. I Smyths memoarer skriver hon:
Ända sedan den tiden hade jag plågats av intryck från den märkliga värld för hundra år sedan; plundringen av skepp som lurats att gå på grund genom falska eller släckta fyrbåkar; det obevekliga mordet på besättningarna; och mitt i allt den ingrodda religiositeten hos den keltiska befolkningen på denna karga udde.
Så småningom överlämnade hon sina anteckningar till Henry Brewster, en nära vän och författare, som förberedde librettot. Han var född i USA men växte upp i Frankrike och de kom överens om att librettot skulle skrivas på franske, delvis för att Brewster behärskade språket, men även för att fanns en mer realistisk chans att få verket uppfört i Frankrike eller Belgien än i England.
Smyth mötte avsevärda svårigheter för att få verket uppfört; hennes idoghet var imponerande enligt Charles Reid: "Under fem år hade Smyth, klädd i manlig tweed och självsäker filthatt, rest omkring i Europa, med cigarr i munnen, och försökt sälja sin opera The Wreckers till ängsliga eller envisa impressarier."

## Uppförandehistorik
Dessvärre var alla försök att få operan uppförd i den fransktalande världen fruktlösa och Smyth tvingades använda sig av personliga kontakter i Leipzig, där hon hade studerat, för att få verket uppfört i en mindre lyckade tysk översättning. Flera strykningar gjordes på uppmaning från dirigenten Richard Hagel, särskilt i tredje akten, vilket Smyth ansåg gjorde den till en "obegriplig röra". Operan hade en framgångsrik premiär med 16 ridåfall och en allmän positiv kritik. Men när dirigenten vägrade återinsätta det strukna materialet tog "Smyth det ovanliga initiativet att marschera ner i orkesterdiket och ta med sig alla orkesterstämmor och partituret... vilket gjorde kommande föreställningar i Leipzig till en omöjlighet." Hon tog med sig noterna till Prag, där hon hoppades på en mer sympatisk inställd uppsättning, men "den orepeterade föreställningen var en katastrof."
Tillbaka i England, med Beechams stöd, spelades operan på Her Majesty's Theatre den 22 juni 1909. Smyth var uppenbart upprörd över att Beecham dirigerade repetitionerna själv, vilka endast pågick i 10 dagar. Beecham infogade även The Wreckers i sin första säsong på Covent Garden 1910. 1907 övervägde Gustav Mahler att ta upp operan på Wiener Staatsoper, vilket skulle ha inneburit en väldigt prestigeladdad premiär för Smyth. Hon sa om Mahler: "Han var utan motstycke den finaste dirigent jag någonsin har träffat, med den allra största varma musikaliska instinkt och det är ett av mitt livs mindre tragedier att just som han övervägde att sätta upp The Wreckers i Wien, så blev han bortkörd från sin position."
Efter det har uppsättningar varit sällsynta. Enstaka föreställningar har spelats i England efter 1939. En nyskapande uppsättning i modern tid var en halvt konsertant föreställning vid Promskonserten den 31 juli 1993 med Anne-Marie Owens som Thirza, Justin Lavender som Mark, Peter Sidhom som Pascoe, David Wilson-Johnson som Lawrence, Judith Howarth som Avis, Anthony Roden som Tallan, Brian Bannatyne-Scott som the Man och Annemarie Sand som Jack, tillsammans med Huddersfield Choral Society (kördirigent: Jonathan Grieves-Smith) och BBC Philharmonic dirigerad av Smythinterpreten Odaline de la Martinez. I och med att konserten ägde rum med anledning av att det var 50 år sedan Smyth dog 1944, blev det en början på flera uppsättningar bland annat en av Arcadian Opera 2018 dirigerad av Lavender. Den spelades in live i Royal Albert Hall och gavs ut på en dubbel-CD av skivmärket Conifer Classics 1994, senare nyutgiven 2018 av Retrospect Opera.
The Wreckers framfördes av Duchy Opera 2006 för att fira operans hundraårsdag och dess första föreställning i Cornwall i en reducerad orkestrering av Tony Burke. Uppsättninge dirigerades av Paul Drayton och regisserades av David Sulkin. Librettot till den uppsättningen hade bearbetats av Amanda Holden. Den spelades på Stadttheater Giessen i maj 2007 med sin tyska titel 'Strandräuber', dirigerad av Carlos Spierer och det gavs också i en konsertant föreställning av American Symphony Orchestra i september 2007, vilket var operans amerikanska premiär. Bard Summerscape satte upp operan i en hyllad uppsättning i en helaftonsföreställning 2015 regisserad av Thaddeus Strassberger och dirigerad av Leon Botstein. Rollen som Mark sjöngs av Neil Cooper, Thirza av Katharine Goeldner, Avis av Sky Ingram och Pasco av Louis Otey. En videoupptagning är tillgänglig på Bards ipstreaming page samt på YouTube.
Den kompletta versionen av  The Wreckers framfördes av Arcadian Opera i november 2018 på The Roxburgh Theatre, Stowe, Buckinghamshire i England för att fira hundraårsminnet av Suffragettrörelsen och Ethel Smyths roll i den segern. Den kritikerrosade uppsättningen dirigerades av Justin Lavender (som även sjöng den ledande tenorrollen Mark i 1994 års Promenadkonsert samt på inspelningen från Conifer/Retrospect) och regisserades av Alison Marshall. Föreställningen var med Ethel Smyths egen engelska översättning och rollen som Mark sjöngs av Brian Smith Walters, Thirza av Jennifer Parker, Avis av April Frederick och Pascoe av Steven East.
I juni 2021 annonserade Glyndebourne Festival Opera att en uppsättning av operan kommer äga rum under 2022 års festival med det franska originallibrettot.
Med start 28 oktober 2022 kommer Houston Grand Opera sätta upp The Wreckers i regi av Luisa Muller.

## Roller
| Personer                   | Röststämma  | Premiärbesättning 11 november 1906 (Dirigent: – Richard Hagel) |
| -------------------------- | ----------- | -------------------------------------------------------------- |
| Pascoe, den lokale prästen | Baryton     | Walter Soomer                                                  |
| Thirza, hans hustru        | Mezzosopran | Paula Doenges                                                  |
| Lawrence, Fyrvaktaren      | Baryton     |                                                                |
| Mark, en ung fiskare       | Tenor       | Jacques Urlus                                                  |
| Avis, Lawrences dotter     | Sopran      | Luise Fladnitzer                                               |
| Kör: bybor och fiskare     |             |                                                                |

## Handling

### Akt 1
En fiskeby i Cornwall. Söndag kväll
På sin vägt till kapellet stannar byborna för att dricka utanför tavernan. Prästen Pascoe anländer och bannar dem för att dricka alkohol på söndagen. Han förkunnar att detta är skälet till att Herren har slutat skicka skepp till dem att plundra. Fyrvaktaren Lawrence har en annan förklaring: han har sett fyrbåkar på klipporna och är säker på att någon varnar skeppen för faran. Byborna svär att finna förrädaren bland dem och förgöra honom.
Den unge fiskaren Mark har uppvaktat Avis, som är dotter till fyrvaktaren. Hans känslor har nu vänts mot Thirza, Pascoe unga fru. Omedveten om att Avis spionerar på honom, sjunger han för sin nya kärlek medan de andra byborna är i kapellet, och den svartsjuka Avis inser att hennes fästmans känslor för Thirza är besvarade.
Byborna lämnar kapellet uppfyllda av Pascoes glödande predikan att begå nya blodiga plundringar. Pastorn förebrår sin fru för att inte närvara vid gudstjänsten, men Thirza svarar att hon inte längre står ut med livet i byn och med vrakplundrarnas skoningslösa dåd. Pascoe lämnas ensam med sina tankar. En storm närmar sig och ett skepp går på grund mot klipporna. Männen förväntar sig att bytet ska bli stort och lönande.
Till allas förvåning utpekar Avis Pasoce som förrädaren. Männen kommer överens om att hålla ögonen på pastorn medan de förbereder sig för den kommande plundringen.

### Akt 2
En öde strand vid foten av klipporna
Mark samlar vrakgods och drivved. Det är han som är den som har varnat skeppen. Just som han ska tända en brasa hör han Thirza ropa. Hon varnar att de andra byborna är i närheten och om han tänder bålet kommer de se lågorna och fånga honom. De omfamnar varandra. Till en början är Mark inställd på att tända bålet, men när Thirza säger att hon älskar honom, gör han det inte då han inser att även hon är i fara. Mark ber henne att lämna Pascoe och fly med honom. Hon tvekar först, men ger slutligen upp. Tillsammans tar de facklan och tänder bålet. Pascoe anländer precis i tid att se de älskande fly. Han ser sin frus ansikte i månljuset och svimmar på stranden. Han är fortfarande medvetslös då Avis och byborna anländer. När de ser Pascoe vid bålet är de säkra på att det är han som är förrädaren.

### Akt 3
Insidan av en stor grotta
En hopsamlad domstol har kallats samman och Lawrence har utnämnt sig själv till åklagare då han var en av dem som upptäckte Pascoe. Pastorn vägrar erkänna domstolen och ignorerar deras frågor. Avis förklarar att han är offer för trolldom då han fortfarande verkar stå under Thirzas makt. Bevisen är klara. Hopen kräver Pascoes död, men då visar sig Mark och erkänner att han är förrädaren. Thirza kliver också fram och tar på sig skulden. Avis försöker rädda Mark genom att påstå att han tillbringade natten med henne, men kärleksparet är inställda på att möta ödet tillsammans. Domen är obeveklig. De älskande döms att kedjas fast i grottan när tidvattnet kommer. Pascoe ber Thirza att ångra sig, men hon avvisar honom på nytt och föredrar att dö tillsammans med Mark. Byborna ger sig av medan vattnet börjar stiga och kärleksparet möter glada döden i varandras armar.

## Inspelningar
- Ouvertyren till The Wreckers, inspelad 1930 av British Symphony Orchestra med Smyth som dirigent på Columbia Graphophone Company (78rpm: Columbia DX 287)[21]
- The Wreckers, Anne-Marie Owens, Justin Lavender, Peter Sidhom, David Wilson-Johnson, Judith Howarth, Anthony Roden, Brian Bannatyne-Scott, Annemarie Sand,med Huddersfield Choral Society och BBC Philharmonic dirigerad av Odaline de la Martinez (CD: Conifer Classics, Inspelad live på Royal Albert Hall, 31 juli 1994. Re-released by Retrospect Opera, 2018).
- Ouvertyren till The Wreckers inspelad 2019 av BBC Symphony orchestra med Sakari Oramo som dirigent (Chandos records)